# Антъни Блинкен
Антъни Джон Блинкен (на английски: Antony John Blinken) е американски дипломат и държавен секретар на САЩ в периода 26 януари 2021 – 20 януари 2025. От 2013 до 2015 г. е заместник-съветник по националната сигурност, а от 2015 до 2017 г. е заместник държавен секретар при президента Барак Обама.

## Биография
Роден е на 16 април 1962 г. в Йонкърс, Ню Йорк, в еврейско семейство – Джудит (Фрем) и Доналд М. Блинкен, който в периода 1994 – 1997 г. е посланик на САЩ в Унгария. Родителите на Джудит са унгарски евреи. Дядото на Доналд, Меир Блинкен, е известен американски еврейски писател, роден в Руската империя. Чичото на Антъни Блинкен, Алън Блинкен, е посланик на САЩ в Белгия (1993 – 1997).
В периода 1980 – 1984 г. следва в Харвардския университет, където специализира социални науки и е съредактор на седмичното списание за изкуство The Harvard Crimson. През 1988 г. защитава докторска дисертация в Юридическия факултет на Колумбийския университет. След дипломирането си е юрист в Ню Йорк и Париж. After graduation, he practiced law in New York City and Paris. Блинкен работи заедно с баща си Доналд, за да събере средства за Майкъл Дукакис, номиниран от Демократическата партия на президентските избори в САЩ през 1988 г.
По време на администрацията на Бил Клинтън, е служител в Държавния департамент и на ръководни длъжности в Съвета за национална сигурност от 1994 до 2001 г. Той е старши сътрудник в Центъра за стратегически и международни изследвания от 2001 до 2002 г. Той се застъпва за изпращането на американски войски в Ирак през 2003 г. Ирак, докато беше директор на Демократичния щаб на Комитета по външни отношения на Сената от 2002 до 2008 г. Той е съветник по външната политика за неуспешната президентска кампания на Джо Байдън през 2008 г. в Демократическата партия, след което е съветник на Обама-Байдън.
От 2009 до 2013 г. е заместник-помощник на президента и съветник по националната сигурност на вицепрезидента. От 2013 до 2015 г. е заместник-съветник по националната сигурност, а от 2015 до 2017 г. е заместник държавен секретар. По време на мандата си в администрацията на Обама помага да се изработи американската политика по отношение на Афганистан, Пакистан и ядрената програма на Иран. След като напуска държавната служба, Блинкен се мести в частния сектор, като съосновател на консултантската фирма WestExec Advisors.